# (281) Lucretia
(281) Lucretia és un asteroide pertanyent al cinturó d'asteroides descobert el 31 d'octubre de 1888 per Johann Palisa des de l'observatori de Viena, Àustria.
Està nomenat en honor de l'astrònoma alemanya Lucretia Caroline Herschel (1750-1848) i forma part de la família asteroidal de Flora.